# Tim Jones
Tim Jones (Mission Viejo, 1971) è un compositore e musicista statunitense.

## Filmografia parziale

### Cinema
- Desert Vampires (The Forsaken), regia di J.S. Cardone (2001)
- Cacciatore di alieni (Alien Hunter), regia di Ron Krauss (2003)
- Vampires 3 (Vampires: The Turning), regia di Marty Weiss (2005)
- 8mm 2 - Inferno di velluto (8mm 2), regia di J.S. Cardone (2005)
- Zombies - La vendetta degli innocenti (Wicked Little Things), regia di J.S. Cardone (2006)
- Bobby Z - Il signore della droga (The Death and Life of Bobby Z), regia di John Herzfeld (2007)
- Smokin' Aces 2: Assassins' Ball, regia di P. J. Pesce (2010)
- Beast of Burden - Il trafficante (Beast of Burden), regia di Jesper Ganslandt (2018)
- American Pie Presents: Girls' Rules, regia di Mike Elliott (2020)
- A Dark Foe, regia di Maria Gabriela Cardenas (2020)
- Hide and Seek, regia di Joel David Moore (2021)
- Bomb Squad (Hot Seat), regia di James Cullen Bressack (2022)

### Televisione
- Chuck - serie TV, 91 episodi (2007-2012)
- Human Target - serie TV, 13 episodi (2010-2011)
- Cult - serie TV, 13 episodi (2013)